# U-431
El submarí alemany U -431 va ser un submarí tipus VIIC construït per a la Kriegsmarine de l'Alemanya nazi per al servei durant la Segona Guerra Mundial. Schichau-Werke li va posar la quilla el 4 de gener de 1940 a Danzig amb número de drassana 1472, avarat el 2 de febrer de 1941 i posat en servei el 5 d'abril de 1941 sota el comandament del Kapitänleutnant Wilhelm Dommes.

## Disseny
Els submarins alemanys de tipus VIIC van ser precedits pels submarins de tipus VIIB més curts. L'U-431 tenia un desplaçament de 769 tones (757 tones llargues) quan estava a la superfície i de 871 tones (857 tones llargues) mentre estava submergit. Tenia una longitud total de 67,10 m (220 peus 2 polzades), una longitud del casc a pressió de 50,50 m (165 peus 8 polzades), una mànega de 6,20 m (20 peus 4 polzades), una alçada de 9,60 m (31 peus 6 polzades) i un calat de 4,74 m (15 peus 7 polzades). El submarí estava propulsat per dos motors dièsel sobrealimentats de sis cilindres i quatre temps Germaniawerft F46, produint un total de 2.800 a 3.200 cavalls de potència (2.060 a 2.350 kW; 2.760 a 3.160 shp) per al seu ús a la superfície, dos motors elèctrics de doble efecte GG UB 720/8 Brown, Boveri & Cie que produïen un total de 750 cavalls de potència (75500 kW); shp) per utilitzar-lo submergit. Tenia dos eixos i dues hèlixs d'1,23 m (4 peus). El vaixell era capaç d'operar a profunditats de fins a 230 metres (750 peus).
El submarí tenia una velocitat màxima en superfície de 17,7 nusos (32,8 km/h; 20,4 mph) i una velocitat màxima submergida de 7,6 nusos (14,1 km/h; 8,7 mph). Quan estava submergit, el vaixell podia operar durant 80 milles nàutiques (150 km; 92 milles) a 4 nusos (7,4 km/h; 4,6 mph); mentre que a la superfície podia viatjar 8.500 milles nàutiques (15.700 km; 9.800 milles) a 10 nusos (19 km/h; 12 mph).
L'U-331 estava equipat amb cinc tubs de torpedes de 53,3 cm (21 polzades) (quatre muntats a la proa i un a la popa), catorze torpedes, un canó naval SK C/35 de 8,8cm (3,46 polzades), 220 projectils i un canó antiaeri C/30 de 2 cm (0,79 polzades). El vaixell tenia una tripulació de d'entre 44 i 60 oficials i mariners.

## Historial de servei
El servei del vaixell va començar el 5 d'abril de 1941 per a l'entrenament com a part de la 3a Flotilla de submarins. Després es va traslladar a la 29a flotilla que operava al Mediterrani l'1 de gener de 1942. En 16 patrulles va enfonsar o danyar 11 vaixells en total.

### Llopades
Va participar en una llopada: 
- Brandeburg (15 de setembre - 1 d'octubre de 1941)

### Destí
Va ser enfonsada el 21 d'octubre de 1943 al Mediterrani davant d'Alger a la posició 37° 23′ N, 00° 35′ E / 37.383°N,0.583°E per càrregues de profunditat llançades des d'un bombarder Wellington del 179è Esquadró, que operava des de Gibraltar. No hi van haver supervivents.

## Historial de servei
- 3a Flotilla - 5 d'abril - 31 de desembre de 1941
- 29a Flotilla - 1 de gener de 1942 – 21 d'octubre de 1943[2]

## Comandants
- Kapitänleutnant Wilhelm Dommes – 5 d'abril de 1941-6 de gener de 1943 (Creu de cavaller de la Creu de Ferro)
- Oberleutnant zur See Dietrich Schöneboom – 15 de desembre de 1942-21 d'octubre de 1943 (Creu de cavaller de la Creu de Ferro)

## Resum de l'historial d'atacs
| Data                   | Nom                | Nationalitat            | Tonatge | Destí    |
| ---------------------- | ------------------ | ----------------------- | ------- | -------- |
| 2 d'octubre de 1941    | Hatasu             | Regne Unit              | 3,198   | Enfonsat |
| 13 de desembre de 1941 | Myriel             | Regne Unit              | 3,560   | Danyat   |
| 29 de gener de 1942    | HMS Sotra          | Royal Navy              | 313     | Enfonsat |
| 20 de maig de 1942     | Eocene             | Regne Unit              | 4,216   | Enfonsat |
| 15 de juny de 1942     | HMS LCT-119        | Royal Navy              | 450     | Danyat   |
| 10 de novembre de 1942 | HMS Martin         | Royal Navy              | 1,920   | Enfonsat |
| 13 de novembre de 1942 | HNLMS Isaac Sweers | Marina de Països Baixos | 1,628   | Enfonsat |
| 23 de gener de 1943    | Alexandria         | Egipte                  | 100     | Enfonsat |
| 25 de gener de 1943    | Mouyassar          | Síria                   | 47      | Enfonsat |
| 25 de gener de 1943    | Omar el Kattab     | Síria                   | 38      | Enfonsat |
| 26 de gener de 1943    | Hassan             | Síria                   | 80      | Enfonsat |